# 김영귀
김영귀(金榮貴, Kim Young Kwi)는 대한민국의 기업인이자 발명가, KYK김영귀환원수㈜ 대표이사, KYK 과학기술연구소 소장이다.

## 경력
- 2004/10~ 현재 KYK김영귀환원수㈜ 대표이사
- 2005/12~ 현재 KYK 과학기술연구소 소장
- 2011/08 고려대학교 경영품질 최고경영자과정 수료
- 2010/11~ 현재 산동대학교 CEO 과정 수료, 산동대학교 초빙교수
- 2008/09~ 현재 청도이공대학교 석좌교수
- 2008/07~2010/07 한국폴리텍 Ⅰ대학 발명연구소 자문교수
- 2008 현재 한국대학발명협회 고문
- 2006/02 서울대학교 자연과학대학 과학기술 혁신과정 수료
- 2005/06 서울대학교 국제 대학원 GLP국제경영학 수료
- 2005 건강문화교육센터 원장

## 수상
- 2011 제 46회 발명의 날 철탑 산업 훈장 수훈
- 2008~2011 국제발명전 금메달 8관왕 (독일, 제네바, 서울, 중국, 말레이시아)
- 2008 한국 현대인물열전 33인 선정 수록
- 2011~2012 2년연속 대한민국 글로벌 CEO 대상
- 2011 대한민국 경제리더 대상
- 2010~2011 2년연속 신기술으뜸상 수상
- 2010 중소기업청장상
- 2009 발명의 날 지식경제부 장관상 수상
- 2008 이노비즈 히든챔피언 특허청장상

## 도서
- 2005 생명수의 비밀